# Dióda–tranzisztor logika

2 bemenetes DTL NAND kapu. Az R3, R4 és a V− a pozitív kimeneti feszültséget a földelés alá helyezik a tranzisztor megszakításához alacsony bementi feszültség esetén.

A dióda–tranzisztor logika (DTL) digitális áramkörök csoportja, mely a tranzisztor–tranzisztor logika elődje. Elnevezése onnan ered, hogy az ÉS és VAGY logikai kapukat diódalogika, a negációt és az erősítést tranzisztor végzi, szemben az RTL-lel és a tranzisztor–tranzisztor logikával).

## Megvalósítások
Az első képen látható DTL áramkör három részből áll: egy bemeneti diódalogika- (D1, D2, R1), egy köztes szintváltó (R3, R4) és egy kimeneti erősítő szakaszból (Q1, R2). Ha mindkét bemenet, A és B magas feszültségű (logikai 1, a V+-hoz közel), a D1 és D2 diódák az ellenkező irányba kapnak feszültséget. Az R1 és az R3 elég áramot adnak Q1 bekapcsolásához (feltöltéséhez) és az R4 által szükséges áram kielégítéséhez. Kis pozitív feszültség jön létre Q1 alapján (VBE, germániumnál mintegy 0,3, szilíciumnál 0,6 V). A bekapcsolt tranzisztor alacsony kimeneti feszültséget (logikai 0, VCE(sat), általában 1 V-nál kisebb) ad. Ha a bemenetek legalább egyike alacsony, legalább egy bemeneti dióda vezet, és az anódok feszültségét mintegy 2 V alatti értékre módosítja. R3 és R4 ekkor feszültségelosztók, melyek Q1 alapfeszültségét negatívvá teszik, kikapcsolva Q1-et. Q1 gyűjtőárama gyakorlatilag 0 lesz, így R2 a kimeneti feszültséget magasra állítja (logikai 1, közel V+-hoz).

### Korai diódalogika tranzisztorinverterrel

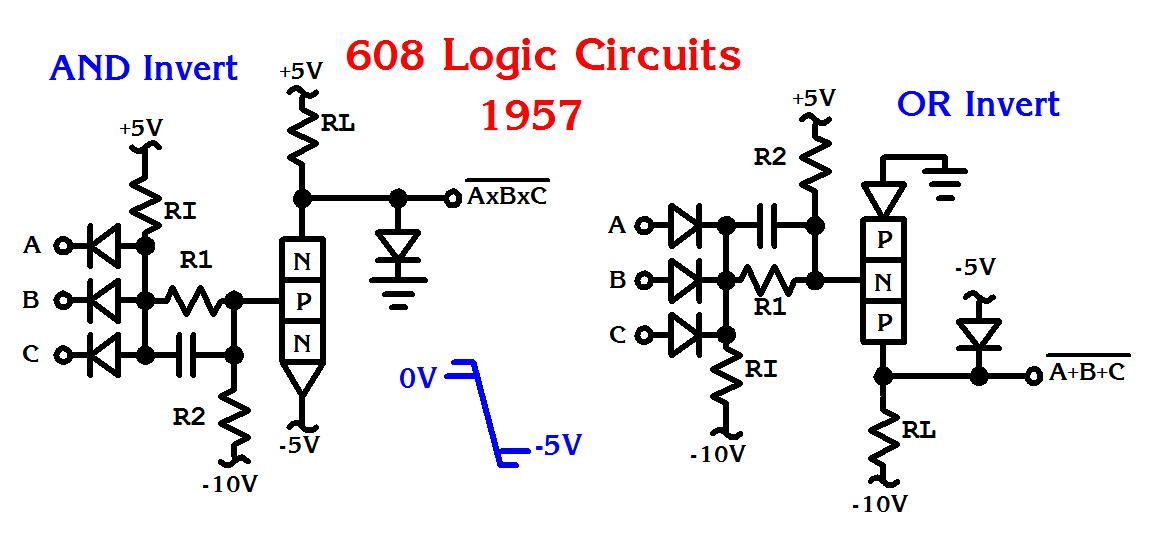
Az IBM 608-hoz hasonló NAND és NOR logikai áramkörök. A PNP és NPN tranzisztorjelek az IBM által használtak.

1952-ig az IBM germániumdiódák módosításával gyártott tranzisztorokat, amikor saját ötvözettranzisztor-gyáruk volt Poughkeepsie-ben.
Az 1962-es D-17B számítógép dióda–ellenállás logikát használt a felhasznált tranzisztorok számának csökkentéséért.

### Diszkrét
Az 1959-ben bejelentett IBM 1401 az első képen lévőhöz hasonló áramkört használt. Az IBM ezt „kiegészített tranzisztor–dióda logikának” (CTDL) nevezte. Ez elkerülte a szintváltó szakaszt (R3, R4) eltérő feszültségű NPN és PNP alapú kapuk használatával.Az NPN alapú áramkörök +6 és -6 V-ot használtak, a tranzisztor -6 V-hoz közel váltott, a PNP alapú áramkörök 0 és -12 V-ot használtak, a tranzisztor 0 V-hoz közel váltott. Így például egy PNP kapu irányította NPN kapu esetén a -6 V-os küszöbfeszültség a 0 V és -12 V közti tartomány közepén volt. Ugyanígy egy 0 V-nál váltó PNP kapunál, mely 6 és -6 V közti tartományban működött. Az 1401 germániumtranzisztorokat és diódákat használt alapkapuiban, valamint induktort az R2-vel sorosan kapcsolva. A csomagolás az IBM Standard Modular Systemet használta.

### Integrált
Az integrált áramkörös DTL kapuban az R3-at két sorosan kapcsolt szintváltó dióda váltja fel, az R4 alja földeléshez csatlakozik a diódák áramának és a tranzisztoralap lemerítési útjának biztosításához. Ez az integrált áramkör egy áramforrás-feszültségről működik.
1962-ben a Signetics bevezette az SE100 sorozatot, az első nagy volumenű DTL chipeket. 1964-ben a Fairchild kiadta a 930 sorozatú DTμL mikrologika-családot jobb zajtűréssel, kisebb mérettel, alacsonyabb költséggel. Ez volt a legsikeresebb DTL-család, és más IC-gyártók is erre alapoztak.

## Sebességjavítás

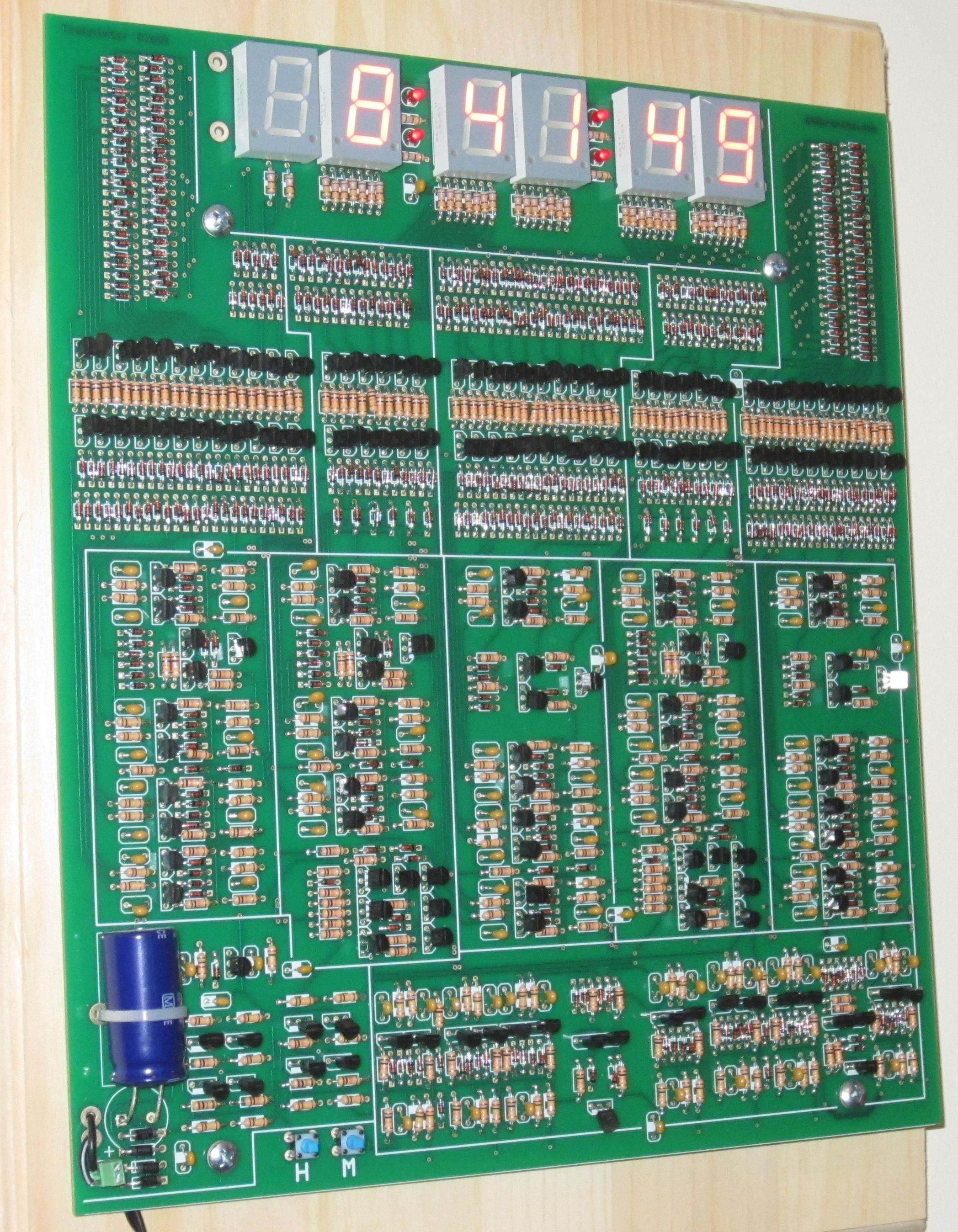
Digitális óra diszkrét tranzisztorokkal, diódákkal, ellenállásokkal, integrált áramkör nélkül. 550 váltódiódát és 196 tranzisztort használ a bemenő áram frekvenciájának másodpercenként 1 váltásra osztásához és órák, percek, másodpercek megjelenítéséhez.

A DTL terjedési késleltetése viszonylag nagy. Ha a tranzisztor feltöltődik, mivel minden bemenet 1, a töltést az alap tárolja. Ha ez megszűnik (egy bemenet 0 lesz), e töltést el kell távolítani, ez adja a terjedési idő nagy részét.
A DTL gyorsításának egy módja kis „gyorsító” kondenzátor hozzáadása R3-nál. Ez segít a tranzisztor kikapcsolásában a tárolt töltés eltávolításával, valamint a bekapcsolásában a kezdeti töltés növelésével.
A DTL gyorsításának másik módja a váltótranzisztor telítésének elkerülése. Ez Baker-áramkörrel történhet, melynek névadója, Richard H. Baker, 1956-os Maximum Efficiency Switching Circuits című jelentésében írt le.
1964-ben James R. Biard szabadalmi kérelmet nyújtott be a Schottky-tranzisztorra. A szabadalomban a Schottky-dióda megakadályozta a tranzisztor telítését a gyűjtő–alap tranzisztorkapcsolat előre való vezetőképességének minimalizálásával, minél inkább lecsökkentve a kisebb mennyiségben jelen lévő töltéshordozók bekerülését. A dióda azonos die-ra is integrálható, kompakt, nem tárolja a kisebb mennyiségben jelen lévő töltéshordozókat, és gyorsabb az egyszerű csatlakozásos diódánál. A szabadalom bemutatta a Schottky-tranzisztor használhatóságát DTL áramkörökben és más logikai tervezések, például a Schottky-TTL sebességének javításának alacsony költségű megvalósíthatóságát.

## Megfontolások
Előnye az ellenállás–tranzisztor logikával szemben a nagyobb fanin. Ezenkívül a fanout növeléséhez további tranzisztorok és diódák használhatók.

## Fordítás
Ez a szócikk részben vagy egészben  a   Diode–transistor logic című angol Wikipédia-szócikk ezen változatának fordításán alapul.  Az eredeti cikk szerkesztőit annak laptörténete sorolja fel. Ez a jelzés csupán a megfogalmazás eredetét és a szerzői jogokat jelzi, nem szolgál a cikkben szereplő információk forrásmegjelöléseként.